# Trevor Steven
Trevor McGregor Steven (Berwick-upon-Tweed, Inglaterra, 21 de septiembre de 1963) es un exfutbolista inglés, se desempeñaba como extremo y se retiró en 1997. Disputó dos Mundiales y dos Eurocopas.

## Clubes
| Club                  | País       | Año         | Partidos | Goles |
| Burnley FC            | Inglaterra | 1980 - 1983 | 74       | 11    |
| Everton FC            | Inglaterra | 1983 - 1989 | 210      | 48    |
| Rangers FC            | Escocia    | 1989 - 1991 | 55       | 6     |
| Olympique de Marsella | Francia    | 1991 - 1992 | 28       | 3     |
| Rangers FC            | Escocia    | 1992 - 1997 | 77       | 10    |